# An der Tränke 1a (Korschenbroich)

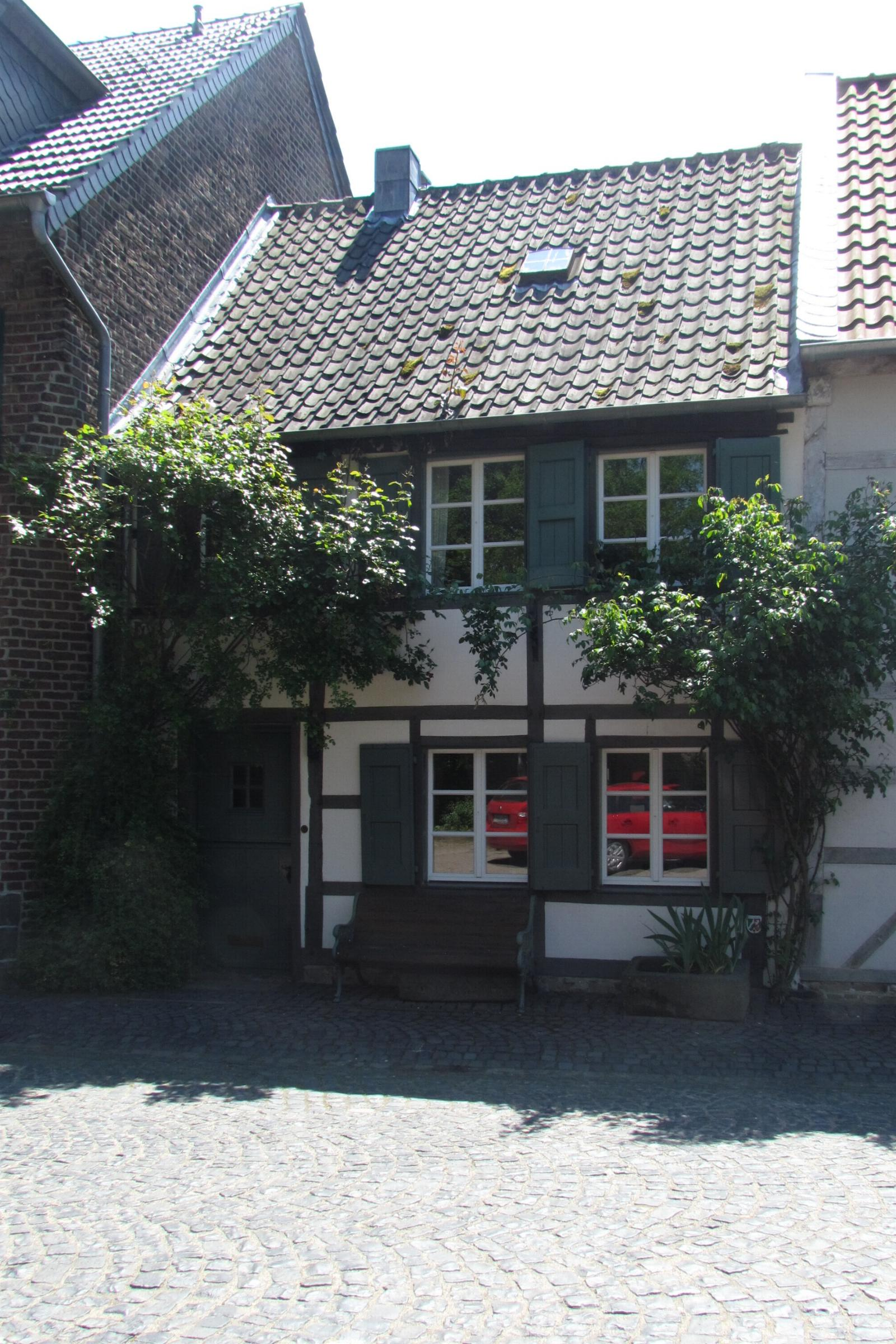
Fachwerkwohnhaus

Das Wohnhaus  An der Tränke 1a steht im Stadtteil Liedberg in Korschenbroich  im Rhein-Kreis Neuss in Nordrhein-Westfalen.
Das Haus wurde 1782 erbaut und unter Nr. 121 am 9. Juni 1987 in die Liste der Baudenkmäler in Korschenbroich eingetragen.

## Architektur
Es handelt sich hierbei um einen zweigeschossigen Backsteinbau mit Mauerankern aus dem 18. Jahrhundert, vermutlich 1782. Das Dach ist zur Toreinfahrt hin abgewalmt. Die Fassade besteht zur Schloßstraße hin aus Fachwerk.
Das Haus „An der Tränke 1a“ stellt als Bestandteil des denkmalwerten Ensembles des alten historischen Marktes ein Denkmal dar. Liedberg und insbesondere auch der als noch vorhandene Markt haben für die Stadtgeschichte von Korschenbroich heimatgeschichtliche Bedeutung.